# دیوید فار (نویسنده)
دیوید فار (انگلیسی: David Farr؛ زادهٔ ۲۹ اکتبر ۱۹۶۹) کارگردان نمایش، نمایشنامه‌نویس، فیلم‌نامه‌نویس، نویسنده و معاون مدیر رویال شکسپیر کامپنی است. وی دانش‌آموختهٔ دانشگاه کمبریج است و کارش را از کارگردانی تئاتر در دانشگاه شروع کرد و در سال۱۹۹۱ در جشنواره ادینبرو فرینج برنده جایزه شد.
از فیلم‌ها یا مجموعه‌های تلویزیونی که وی در آن‌ها نقش داشته است، می‌توان به فاخته‌های میدویچ، هانا، مک‌مافیا، مردی با قلب آهنین، مدیر شب، دربه‌درها و هانا اشاره نمود.